# Birdland, Neuburg 2011
Birdland, Neuburg 2011 ist ein Livealbum von Cecil Taylor und Tony Oxley. Die am 18. November 2011 im Jazzclub Birdland Neuburg entstandenen Aufnahmen erschienen am 1. Juni 2020 als Download auf dem polnischen Label Fundacja Słuchaj.  Es ist laut Tom Lord bis dato die letzte Aufnahmesession des Pianisten, die veröffentlicht wurde.

## Hintergrund
Cecil Taylor begann 1988 mit dem britischen Schlagzeuger Tony Oxley zu arbeiten, als er eine lange Sommerresidenz in Berlin hatte. Sie harmonisierten so vollständig, dass sie bis zum Ende des Lebens des Pianisten im April 2018 immer wieder zusammenarbeiteten.

## Titelliste

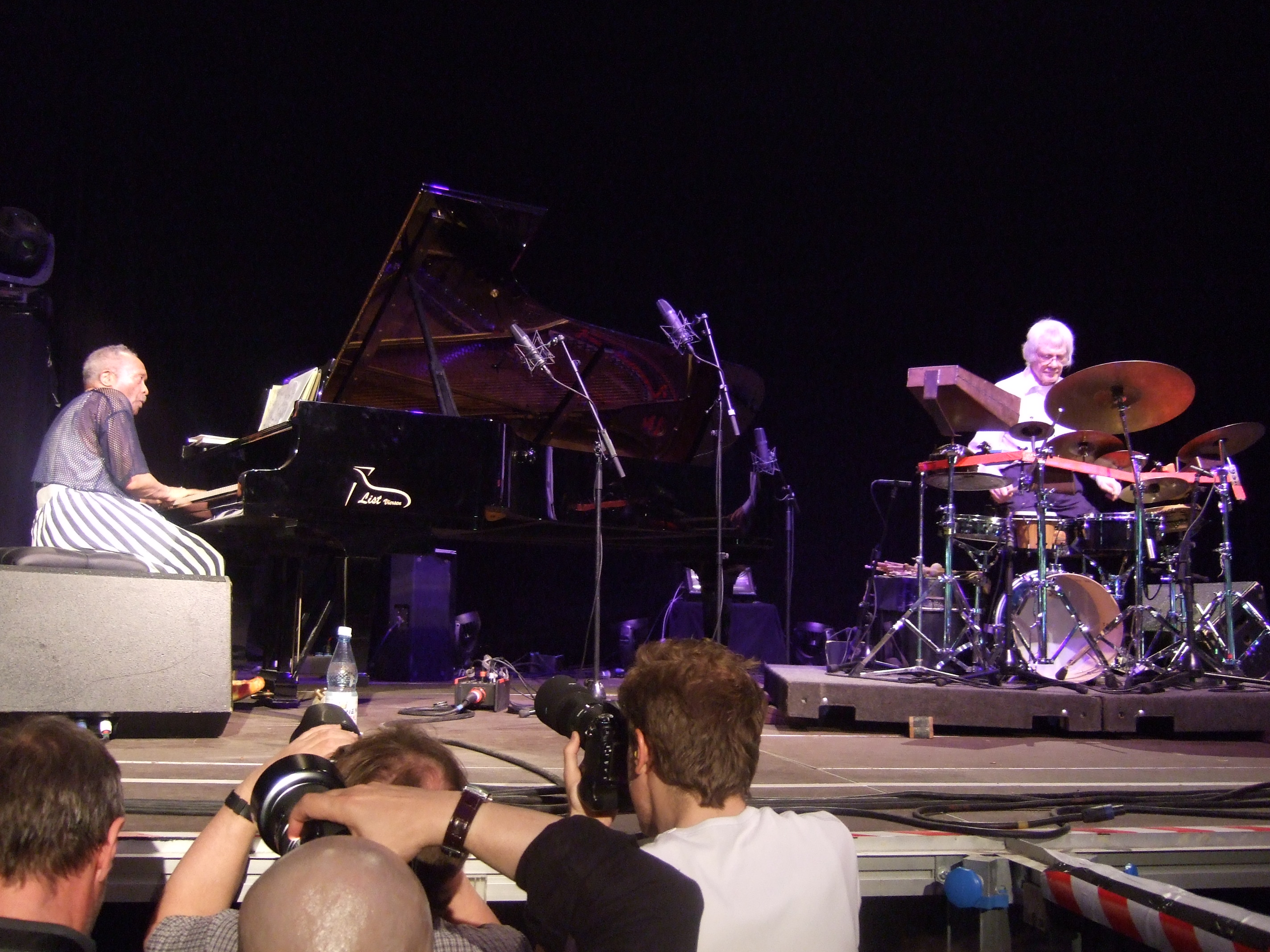
Cecil Taylor und Tony Oxley (Moers Festival 2008)

- Cecil Taylor and Tony Oxley: Birdland, Neuburg 2011 (Fundacja Słuchaj)[1]

1. Birdland, Neuburg 2011 Part 1a 32:46
2. Birdland, Neuburg 2011 Part 1b 9:09
3. Birdland, Neuburg 2011 Part 2 15:28

## Rezeption
Phil Freeman wählte den Mitschnitt in Stereogum als eine der besten Alben des Monats aus und lobte, dieses Duo-Set zeige die beiden Musiker an der Spitze ihres Spiels. Oxleys besonderer Beitrag – was ihn zu keinem anderen Schlagzeuger im Free Jazz oder auf andere Weise mache – sei seine knackige Verwendung von Becken und kleinen Toms, die so klingen, als würde er eine Sammlung abgestimmter Plastikeimer spielen. Er schneide direkt durch Taylors Flutwellen des Klaviers, halte jederzeit Schritt mit ihm und biete überzeugende Gegenerzählungen. Die Aufnahme klinge unglaublich sauber und detailliert; man könne Taylors Klavierbank in vielen Abschnitten buchstäblich knarren hören. Dies sei ein wesentliches Dokument für jeden Taylor-Fan.
Der Kritiker von Marlbank notierte: „Eine bemerkenswerte Veröffentlichung auf dem polnischen Label Fundacja Słuchaj, die Cecil Taylor und Tony Oxley in Deutschland nur sieben Jahre vor Taylors Tod dokumentiert. Es ist wieder einmal eine Erinnerung daran, wie bemerkenswert Taylors Sound war, wie in Verbindung mit dem Schlagzeuger Tony Oxley in einer Umgebung, die die Kraft betont, die er am Klavier ausübte, und wie kompromisslos sein Ansatz war. Voll von einem unerschrockenen Sinn für Abenteuer und einem Gefühl der Freiheit, wo er alles tun kann, was er will, neckt Taylor den kleinsten Satz, um seine Improvisationen in eine Unendlichkeit zu erweitern, und das Album hat eine Geschlossenheit, in der Oxleys frei fließender, vielseitiger Stil wirbelt und in einer aufregenden Kombination hinter ihm aufsteigt.“